# Günther Nicol
Karl Wilhelm Günther Nicol (* 14. Juli 1806 in Göttingen; † 15. Januar 1858 in Hannover) war ein deutscher Jurist und Dichter.

## Leben
Nicol wuchs in Aerzen auf. Bereits in seiner Jugend wurde er an die Literatur herangeführt. 1824 kam er nach Lüneburg. Dort lebte er beim Justizbürgermeister Johann von Dassel und besuchte das örtliche Gymnasium. Da sein Vater mittlerweile gestorben war, unterstützte ihn von Dassel beim Besuch der Universität. Ab 1827 studierte er Rechtswissenschaft an der Universität Göttingen. Das Studium schloss er 1830 ab. Danach bestand er das Advokatenexamen in Celle.
Nicol praktizierte kurze Zeit in Hameln, bevor er sich am Wohnsitz seiner Mutter und jüngeren Geschwistern in Aerzen niederließ und als Advokat wirkte. In der Revolutionszeit von 1830/1831 trat er mehrmals mit patriotischen-freiheitlichen Liedern in der Presse in Erscheinung. 1848 kam er mit seiner Schwester und einem Onkel nach Hannover, um dort mit seinem Bruder Carl eine Kanzlei zu führen. 1852 erfolgte die Ernennung zum Obergerichtsanwalt in Hannover. Als solcher starb er im Amt.

## Werke (Auswahl)
- Lied. In: Der Freund des Gesanges. Sammlung gefälliger Lieder und Arien. Schröter, Zwenkau 1833. 1. Sammlung, S. 352.
- Des Webers Haus. In: Ost und West. Blätter für Kunst, Literatur und geselliges Leben. 5. Band, 1841, S. 90–93.
- Gedichte, Kius, Hannover 1846.
- Lord und Hirtenmädchen. In: Aurora. Taschenbuch auf das Jahr 1858, S. 280–282.
- Erzählungen aus Niedersachsen. 2 Bände, Carl Rümpler, Hannover 1858.